# San Dionisio Ocotepec
San Dionisio Ocotepec es una localidad del estado mexicano de Oaxaca. Es cabecera del municipio de San Dionisio Ocotepec.

## Demografía
| Censo | Población |
| ----- | --------- |
| 1900  | 1 318     |
| 1910  | 1 388     |
| 1921  | 1 024     |
| 1930  | 1 555     |
| 1940  | 1 737     |
| 1950  | 1 568     |
| 1960  | 1 991     |
| 1970  | 2 072     |
| 1980  | 2 280     |
| 1990  | 3 959     |
| 1995  | 4 334     |
| 2000  | 4 981     |
| 2005  | 4 942     |
| 2010  | 5 459     |
| 2020  | 5 960     |